# Petronell-Carnuntum
Petronell-Carnuntum – gmina targowa w Austrii, w kraju związkowym Dolna Austria, w powiecie Bruck na der Leitha. Liczy 1 213 mieszkańców (1 stycznia 2014).